# 用戶組

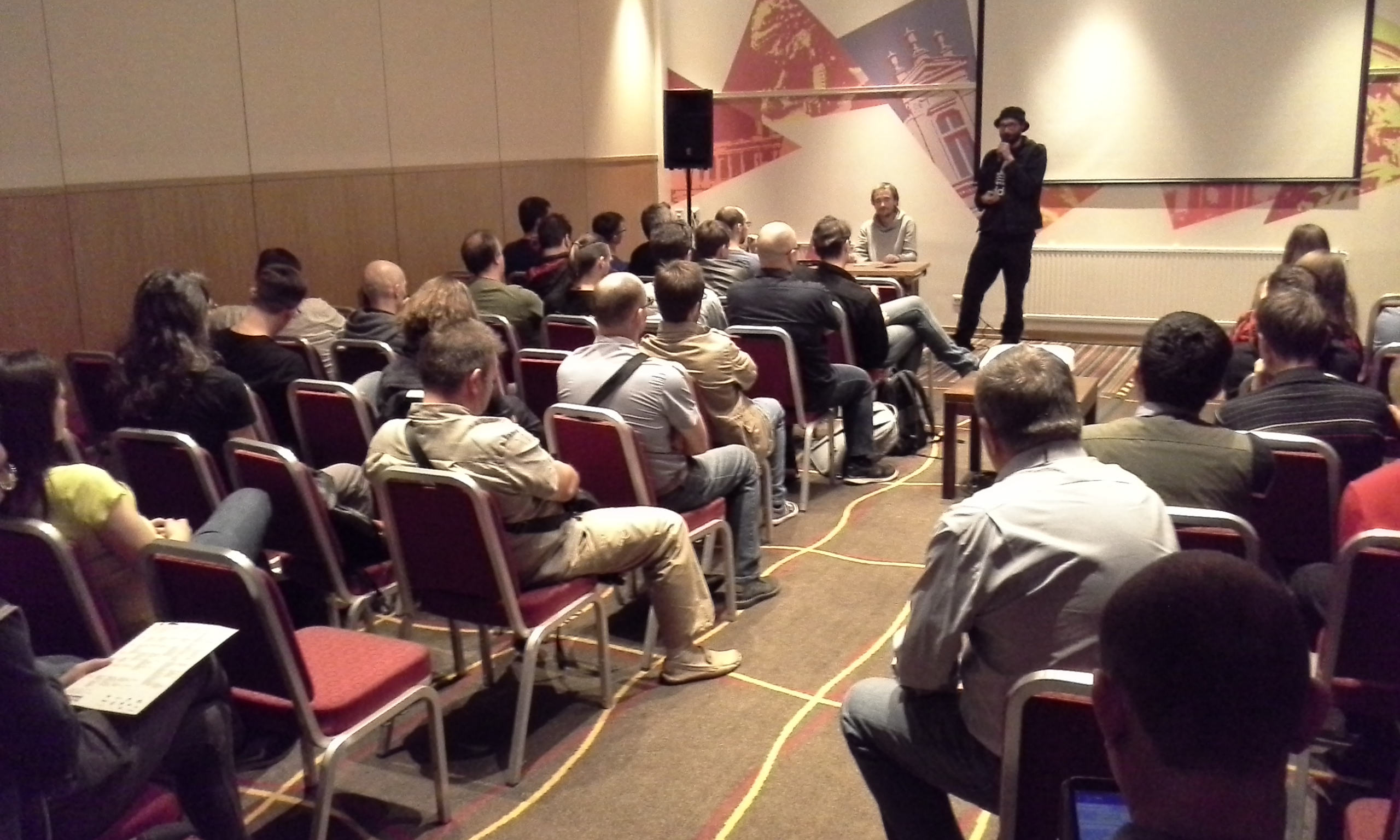
Chaos Constructions 2019上的黑客正在演讲

用戶組是一种專門探討特定技术的俱樂部，通常（但不总是）与电子计算机有关。SHARE是一个由IBM大型机的航天工业企业用户发起的用户組，成立于1955年，是目前仍然活跃的最古老的计算机用户組。第一个UNIX用户组成立于1978年。
随着1970年代末和1980年代初的微型计算机發展，用户組开始激增，程序设计爱好者们团结起来，並就编程和配置以及计算机硬件和软件使用方面互相帮助。尤其是在万维网出现之前，想查詢有關计算机技术幫助信息往往很麻烦，而计算机俱乐部（用戶組）则往往乐于提供免费技术支持。

## 计算机用户组
计算机用户组（也称为计算机俱乐部）是一群喜欢微型计算机或个人电脑的人群，他們會定期开会讨论计算机使用方面的信息，分享知识和经验，听取硬件制造商和软件发行商代表的意见，并举办其他相关活动。